# کروم (خان)
کروم (بلغاری: Крум؛ یونانی: Κρούμος/Kroumos; انگلیسی: Krum; ۱ ژانویهٔ ۰۸۰۰ – ۱۳ آوریل ۸۱۴) خانِ امپراتوری نخست بلغارستان بود.
حکمرانی کروم از مدتی پس از ۷۹۶ و قبل از ۸۰۳ میلادی شروع شد و تا زمان مرگ او در ۸۱۴ ادامه یافت. در طول سلطنت او سرزمین بلغارستان دو برابر شد و از میانه دانوب تا دنیپر و از ادرنه تا کوه‌های تاترا امتداد یافت. حکومت مقتدر کروم نظم و قانون را برای بلغارستان به ارمغان آورد و مقدمات توسعه دولت سازمان‌یافته را فراهم کرد.

## جستارهای وابسته

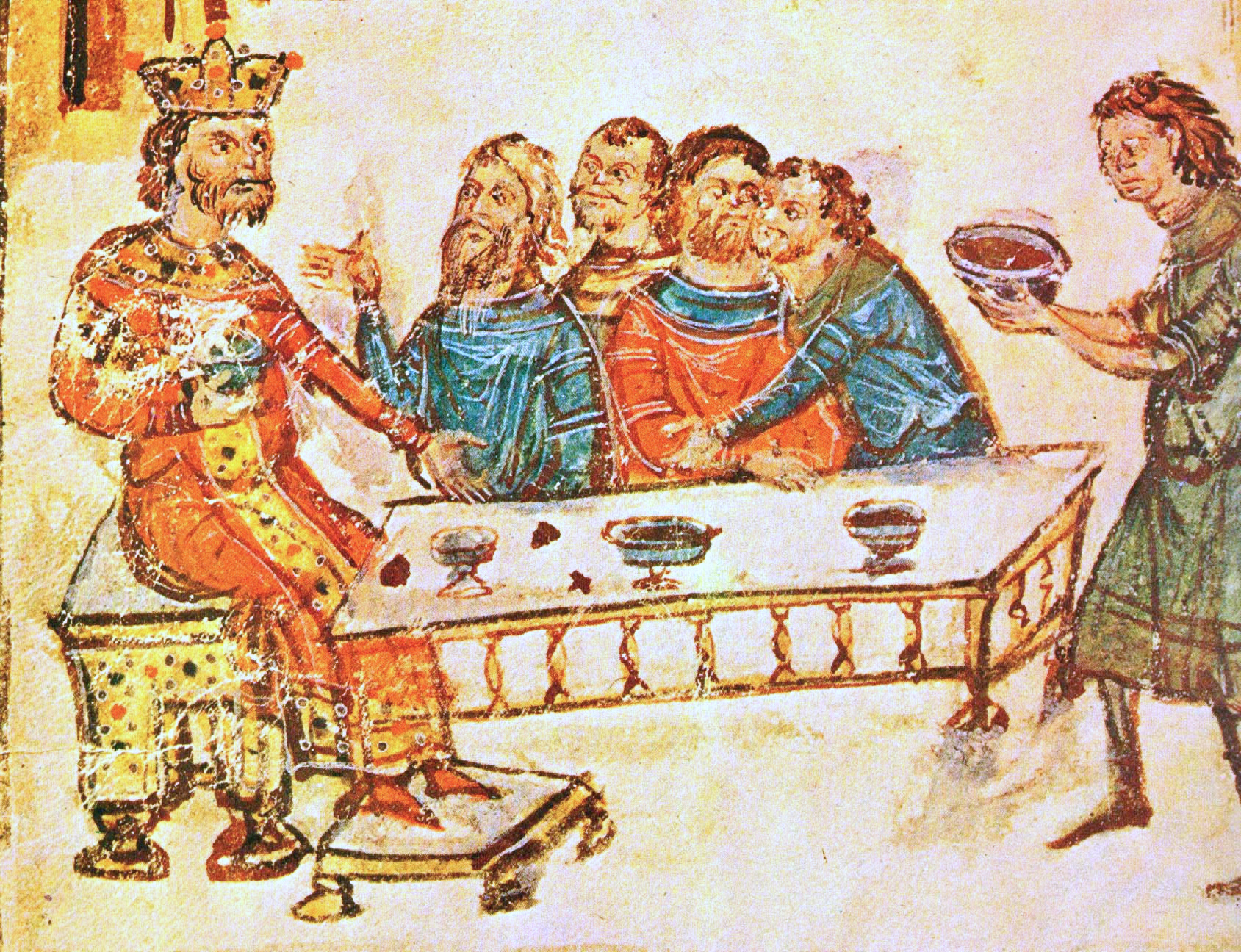
کروم در ضیافتی با اشراف. یک تصویر از کروم مربوط به سده ۱۴. یک برده (سمت راست) جام شرابی از کاسهٔ سر نیکه‌فروس یکم، امپراتور روم شرقی را به پیش می‌آورد.